# Rhynchocyon udzungwensis
Rhynchocyon udzungwensis, ook wel grijssnuitslurfhondje genoemd, is een springspitsmuis uit het geslacht der slurfhondjes (Rhynchocyon), die voorkomt in het Udzungwagebergte in Tanzania. De wetenschappelijke naam van de soort werd voor het eerst geldig gepubliceerd door Rathbun & Rovero in 2008.

## Kenmerken
Met een gewicht van 658 tot 750 g is deze soort de grootste springspitsmuis ter wereld. Andere onderscheidende kenmerken zijn het grijze voorhoofd en gezicht en de zwarte vacht van het onderlichaam en de dijen. Er zijn vijf in 2006 gevangen museumexemplaren van de soort; daarnaast is het dier bekend van een aantal camerabeelden en andere visuele observaties.

## Ontdekking en naamgeving
In 2005 werden voor het eerst camerabeelden van R. udzungwensis verkregen door Francesco Rovero van het Museo Tridentino di Scienze Naturali in Trente (Italië); deze vondst werd in 2006 gepubliceerd in het Journal of East African Natural History. Tussen 12 en 23 maart 2006 werden tijdens een expeditie naar het bos Ndundulu vijf exemplaren van het nieuwe slurfhondje gevangen, en er werd een aangevreten karkas gevonden. Deze exemplaren werden aan de collecties van verschillende musea toegevoegd. De moderne vallen die de onderzoekers hadden meegenomen en die al vaker met succes voor slurfhondjes waren gebruikt, bleken te klein, zodat men moest overgaan op traditionele vallen met nylondraden. Naast deze exemplaren is de soort bekend van negenenveertig camerabeelden en veertig andere observaties. In een artikel uit 2007 in het tijdschrift Mammalia werd de soort voor het eerst onder de naam Rhynchocyon udzungwensis genoemd, maar in die publicatie was het een nomen nudum. In februari 2008 werd de soort in het Journal of Zoology door een internationaal team van wetenschappers onder leiding van Rovero en Galen Rathbun van de California Academy of Sciences in San Francisco (Verenigde Staten) beschreven en formeel benoemd onder de naam Rhynchocyon udzungwensis. De auteurs beschreven het dier, vergeleken het met de andere slurfhondjes en namen ook de schaarse andere gegevens over R. udzungwensis op, waaronder informatie over het gedrag, de ecologie en de voortplanting van het dier. Ook schreven ze dat de ontdekking van nog een nieuw zoogdier het grote belang van het Udzungwagebergte voor het behoud van de globale biodiversiteit bevestigde. De ontdekking kreeg internationaal media-aandacht.
R. udzungwensis was de eerste nieuwe soort van nog levende springspitsmuizen sinds 1906, toen Elephantulus myurus werd gevonden en beschreven (als Elephantulus rupestris myurus subsp. n.), maar sindsdien waren ook al een ondersoort (Rhynchocyon cirnei shirensis) en een fossiele soort (Nementchatherium senarhense) beschreven. Later in 2008 werd nog een tweede nieuwe levende springspitsmuis beschreven, Elephantulus pilicaudus uit Zuid-Afrika.
R. udzungwensis is echter bij lange na niet het enige in de 21e eeuw beschreven nieuwe zoogdier uit de bergen van Tanzania, zoals de ontdekkingen van Rungwecebus kipunji, Hylomyscus arcimontensis en Congosorex phillipsorum aantonen. Deze soorten maken deel uit van een groep endemische soorten uit de "Eastern Arc Mountains" van Tanzania, die ook onder andere de spitsmuizen Myosorex geata, Myosorex kihaulei, Crocidura tansaniana, Crocidura telfordi en Sylvisorex howelli omvat. Ook andere dieren dan zoogdieren zijn er endemisch, waaronder de kikker Arthroleptis reichei, de slang Crotaphopeltis tornieri en de vogel Xenoperdix udzungwensis. Het Udzungwagebergte, dat deel uitmaakt van de Eastern Arc Mountains, heeft bijzonder veel endemische soorten, waaronder de al genoemde. In de Eastern Arc Mountains bevinden zich waarschijnlijk al circa dertig miljoen jaar regenwouden, die een stabiel, geïsoleerd en gefragmenteerd ecosysteem vormen, waardoor het grote aantal endemische vormen goed te verklaren is.
De naam Rhynchocyon udzungwensis bestaat, zoals gebruikelijk is in de zoölogische nomenclatuur, uit een geslachts- en een soortnaam. De geslachtsnaam, Rhynchocyon, is in 1847 door de Duitse zoöloog Wilhelm Peters voorgesteld en betekent "neushond" (ῥύγχος rhynchos is het Oudgriekse woord voor "snavel", κύων kyoon dat voor "hond"). De soortnaam udzungwensis is afgeleid van de naam van het Udzungwagebergte, waar het dier gevonden is, door toevoeging van het Latijnse achtervoegsel -ensis, "afkomstig uit".

## Beschrijving
Rhynchocyon udzungwensis heeft net als andere slurfhondjes een harde, gladde, kleurige vacht. De zwarte, onbehaarde neus is extreem lang in vergelijking met die van andere zoogdieren. Het gezicht is voornamelijk bedekt met haren met zwarte wortels en vuilwitte punten, waardoor het grijs lijkt. Het uitwendig oor (de pinna) is vrijwel naakt en donkerbruin tot zwart. Tussen de oren begint een kastanjebruine vlek die overloopt in een vage, tot op het achterlijf doorlopende rugstreep. Binnen deze streep zijn twee zeer vage donkere strepen te herkennen. De schouders zijn geelrood; deze kleur loopt geleidelijk over in de oranjerode flanken. Op de schouders hebben de haren korte zwarte punten. Het achterlijf en de dijen zijn pikzwart. Op de keel is de vacht vuilwit, op de borst lichtgeel en op de buik roodachtig, maar de buik is slechts spaarzaam behaard. De vacht op de voorpoten is een mengeling van lichtgele vacht die met die op de borst overeenkomt en roodachtige zoals op de schouders. De staart is aan de bovenkant zwart en aan de onderkant donkerbruin, met een witte band op vier à zes centimeter van de punt, en is nauwelijks behaard.
Deze soort verschilt van de andere slurfhondjes in grootte en in vachtkleur; andere soorten hebben bijvoorbeeld een groter stuk zwarte vacht en lichtere voeten, oren en staarten. De slurfhondjes verschillen onderling nauwelijks in kenmerken van de schedel, die bij andere zoogdieren vaak onderscheidend zijn.
| Soort                | Gewicht (g)      | Kop-romp- lengte (mm) | Staartlengte (mm) | Achtervoet- lengte (mm) | Oorlengte (mm) |
| -------------------- | ---------------- | --------------------- | ----------------- | ----------------------- | -------------- |
| R. udzungwensis      | 658-750 711 (4)  | 297-318 310 (5)       | 239-262 254 (5)   | 79-88 82 (5)            | 31-37 35 (5)   |
| Goudstuitslurfhondje | 410-690 535 (40) | 218-304 278 (80)      | 213-270 241 (80)  | 68-79 74,0 (80)         | 30-38 34 (80)  |
| Steppeslurfhondje    | (niet gegeven)   | 252-290 275 (8)       | 218-252 234 (8)   | 65-74 71 (8)            | 25-31 29 (8)   |
| Gevlekt slurfhondje  | 320-420 352 (10) | 229-303 272,7 (86)    | 196-265 244 (85)  | 63-91 86 (86)           | 28-34 31 (86)  |

## Verwantschappen
Rhynchocyon udzungwensis behoort tot de orde der springspitsmuizen, die samen met onder andere de slurfdieren, zeekoeien, buistandigen en goudmollen de Afrotheria vormt, een groep voornamelijk Afrikaanse zoogdieren waarvan de verwantschap vooral door genetische gegevens wordt ondersteund. De springspitsmuizen zijn ondanks hun uiterlijke overeenkomsten dus niet nauw verwant aan groepen als spitsmuizen of knaagdieren. De springspitsmuizen zijn als fossiel vanaf het Eoceen bekend. Binnen deze orde behoort het dier tot de slurfhondjes, het meest afwijkende geslacht van de levende springspitsmuizen, die fossiel vanaf het Mioceen voorkomen. Er bestaan nog drie andere soorten, het goudstuitslurfhondje, gevlekt slurfhondje en steppeslurfhondje, allemaal uit Oost-Afrika, maar het is niet bekend welke daarvan het nauwst verwant is aan R. udzungwensis.

## Verspreiding, leefgebied en gedrag

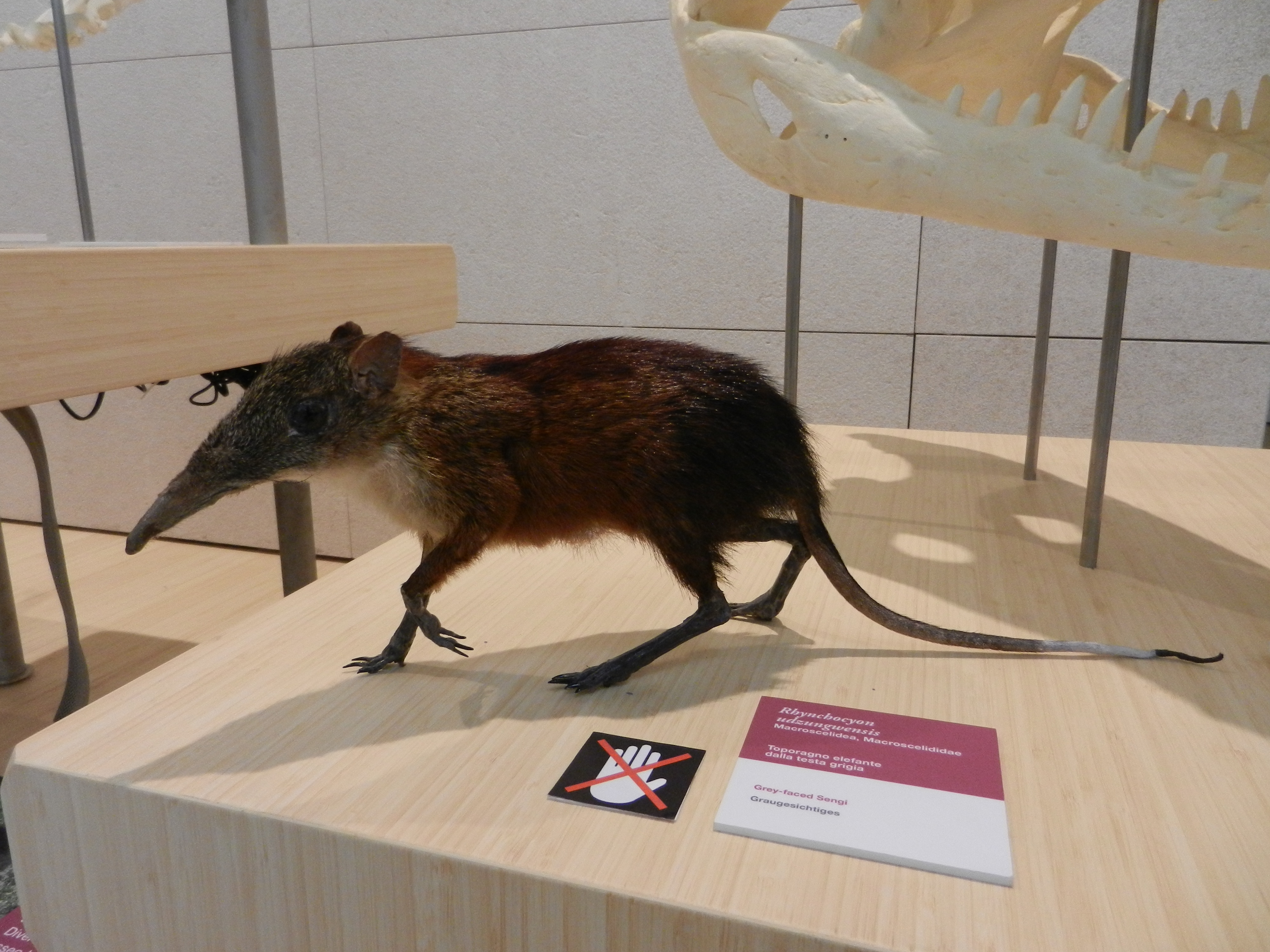
Een opgezet exemplaar.

Rhynchocyon udzungwensis is bekend van het bos Ndundulu-Luhomero en van het ten oosten daarvan gelegen bos Mwanihana. Deze twee bossen worden gescheiden door zo'n 20 km gras- en struikgebied, dat waarschijnlijk ongeschikt voor slurfhondjes is. In Ndundulu-Luhomero komt het dier op 1350 tot 2700 m hoogte voor en is de geschatte grootte van de verspreiding 200 km²; in Mwanihana levert de verspreiding van 1000 tot 1700 m hoogte een verspreidingsgebied van circa 100 km² op. In Mwanihana werd ook een ander slurfhondje, Rhynchocyon cirnei reichardi, gevangen, maar op een andere plaats dan R. udzungwensis. Al deze locaties liggen in de West Kilombero Scarp Forest Reserve in het Udzungwagebergte, in de regio Iringa, op ongeveer 36°30' OL, 7°48' ZB. R. udzungwensis is gevonden in bergregenwoud. Op kleinere hoogte is de vegetatie daar 25 tot 50 m hoog, hoger in de bergen is dat echter slechts 15 tot 25 m. De bosbodem is op sommige plaatsen open en bedekt met bladeren, op andere plaatsen dichter begroeid met kruiden, gras en jonge bomen.
Op basis van de cameragegevens is R. udzungwensis uitsluitend overdag actief. De soort werd 0,08 keer per uur gezien tijdens onderzoek naar Rungwecebus kipunji in Ndundulu; de camera's registreerden gemiddeld 0,074 (Ndundulu) of 0,111 (Mwaninaha) keer per dag een exemplaar van R. udzungwensis. Op basis van deze gegevens schatten de ontdekkers de grootte van de populatie op 15.000 tot 24.000 dieren. Een van de gevangen vrouwtjes was drachtig; ze had in elke hoorn van de baarmoeder een jong met een lengte van 33 mm. Net als andere slurfhondjes bouwt R. udzungwensis duidelijk herkenbare nesten. Hiervan zijn er vijf gevonden, die alle bestaan uit een ovaal gegraven gat in de grond, omringd door verschillende lagen bladeren, waardoor een onduidelijke hobbel in de bodem ontstond. Vier van de vijf nesten bevonden zich bij de wortels van een boom. Het dieet van R. udzungwensis is onbekend, maar de andere slurfhondjes eten ongewervelden als regenwormen, spinnen en kevers.

## Beschermingsstatus
De bossen waar R. udzungwensis voorkomt worden volledig beschermd en worden anno 2008 niet door menselijke activiteiten verstoord, zodat R. udzungwensis niet onmiddellijk in gevaar lijkt. Doordat de bevolking rond de bergen in omvang toeneemt en de beschermde gebieden nadert, kan R. udzungwensis in de toekomst echter wel bedreigd raken. De geschatte populatiegrootte van ongeveer 20.000 dieren komt overeen met die van het volgens de IUCN bedreigde goudstuitslurfhondje.